# Tripla giunzione di Karlıova

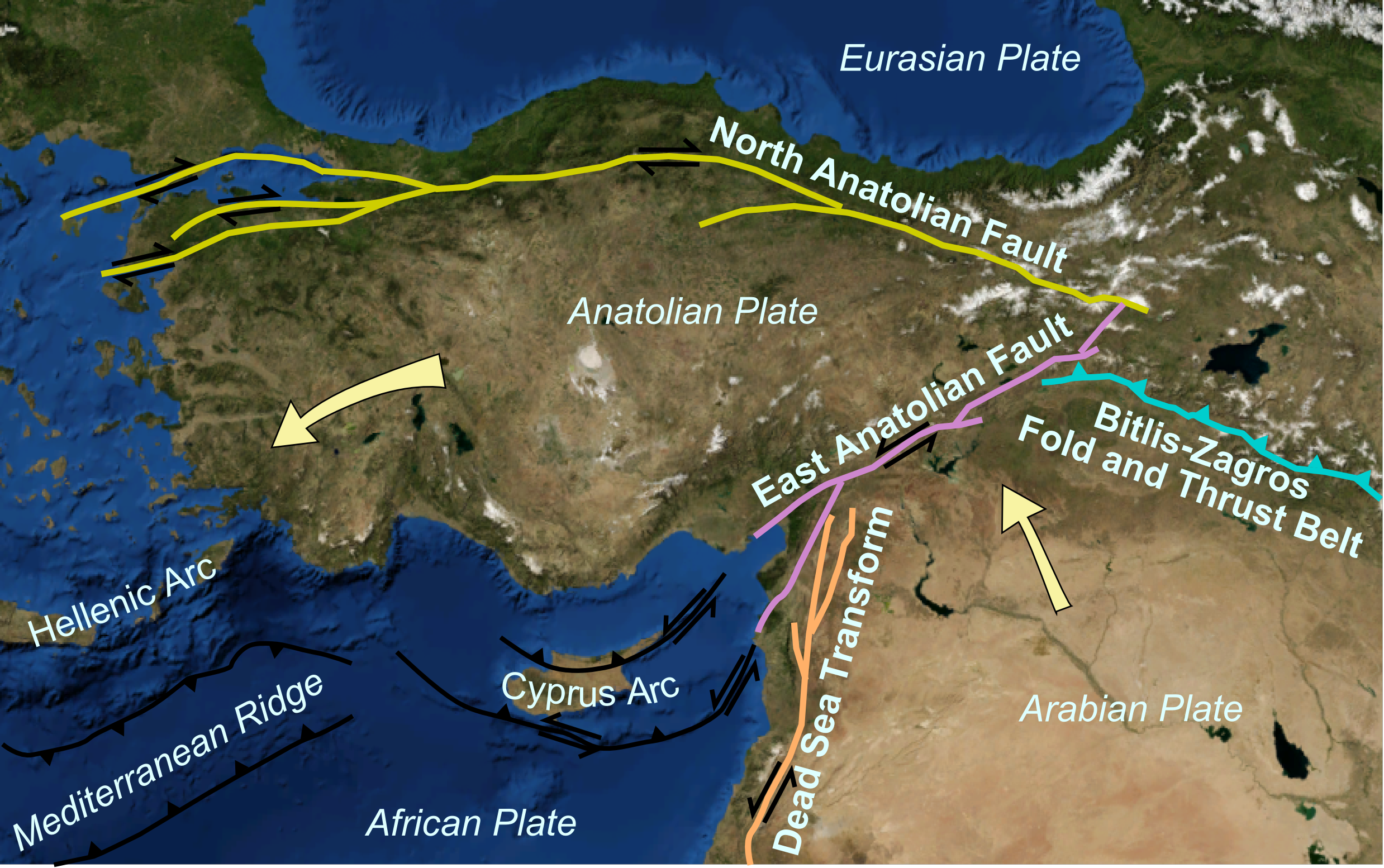
La tripla giunzione di Karlıova nel punto di incontro delle faglie dell’Anatolia settentrionale e orientale.

La tripla giunzione di Karlıova è una tripla giunzione geologica, cioè il punto di intersezione fra tre placche tettoniche, nella fattispecie la placca anatolica, la placca euroasiatica e la placca araba.
Essendo il punto di intersezione tra due faglie (in inglese fault), ossia tra la faglia anatolica settentrionale che si sviluppa in direzione est-ovest e la faglia anatolica orientale che da qui snoda verso sud ovest, la tripla giunzione di Karlıova è una giunzione di tipo F-F-F (Fault-Fault-Fault) ed è di conseguenza una giunzione instabile.